# لوک ریچارد امبا
لوک ریچارد امبا (انگلیسی: Luc Mbah a Moute؛ زادهٔ ۹ سپتامبر ۱۹۸۶) بازیکن بسکتبال اهل کامرون است.
از باشگاه‌هایی که در آن بازی کرده‌است می‌توان به لس آنجلس کلیپرز، فیلادلفیا سونتی‌سیکسرز، میلواکی باکس، و بسکتبال مردان یوسی‌ال‌ای برونز اشاره کرد.
وی در مسابقات کشوری و بین‌المللی در مجموع برندهٔ ۱ مدال نقره شده‌است.